# Danh sách cầu thủ tham dự Cúp bóng đá Nam Mỹ 2007
Sau đây là đội hình các đội tuyển tham dự Cúp bóng đá Nam Mỹ 2007. Không giống Giải vô địch bóng đá thế giới và Giải vô địch bóng đá châu Âu, mỗi đội hình chỉ có 22 cầu thủ, và chỉ có 2 thủ môn.

## Bảng A

### Bolivia
Huấn luyện viên: Erwin Sánchez
| Số | Vt | Cầu thủ              | Ngày sinh (tuổi)            | Số trận | Câu lạc bộ        |
| -- | -- | -------------------- | --------------------------- | ------- | ----------------- |
| 1  | TM | Hugo Suárez          | 7 tháng 2, 1982 (25 tuổi)   |         | Jorge Wilstermann |
| 2  | HV | Juan Manuel Peña (c) | 17 tháng 1, 1973 (34 tuổi)  |         | Villarreal        |
| 3  | HV | Limbert Méndez       | 12 tháng 4, 1982 (25 tuổi)  |         | Jorge Wilstermann |
| 4  | HV | Lorgio Álvarez       | 11 tháng 9, 1978 (28 tuổi)  |         | Cerro Porteño     |
| 5  | TV | Leonel Reyes         | 19 tháng 11, 1976 (30 tuổi) |         | Bolívar           |
| 6  | TV | Ronald García        | 9 tháng 1, 1979 (28 tuổi)   |         | Aris              |
| 7  | TĐ | Nelson Sossa         | 15 tháng 5, 1986 (21 tuổi)  |         | Jorge Wilstermann |
| 8  | TV | Gualberto Mojica     | 2 tháng 9, 1982 (24 tuổi)   |         | Paços de Ferreira |
| 9  | TĐ | Jaime Moreno         | 19 tháng 10, 1974 (32 tuổi) |         | D.C. United       |
| 10 | TV | Joselito Vaca        | 4 tháng 4, 1979 (28 tuổi)   |         | Blooming          |
| 11 | TĐ | Diego Cabrera        | 17 tháng 6, 1984 (23 tuổi)  |         | Aurora            |
| 12 | TM | Sergio Galarza       | 25 tháng 8, 1975 (31 tuổi)  |         | Oriente Petrolero |
| 13 | HV | Edemir Rodríguez     | 21 tháng 6, 1981 (26 tuổi)  |         | Universitario     |
| 14 | HV | Miguel Hoyos         | 26 tháng 5, 1978 (29 tuổi)  |         | The Strongest     |
| 15 | HV | Jorge Ortiz          | 1 tháng 6, 1984 (23 tuổi)   |         | Blooming          |
| 16 | HV | Ronald Raldes        | 20 tháng 4, 1981 (26 tuổi)  |         | Rosario Central   |
| 17 | TĐ | Juan Carlos Arce     | 10 tháng 4, 1985 (22 tuổi)  |         | Corinthians       |
| 18 | TV | Gonzalo Galindo      | 8 tháng 2, 1976 (31 tuổi)   |         | The Strongest     |
| 19 | TĐ | Augusto Andaveris    | 11 tháng 3, 1979 (28 tuổi)  |         | La Paz            |
| 20 | TV | Sacha Lima           | 22 tháng 5, 1987 (20 tuổi)  |         | Jorge Wilstermann |
| 21 | TV | Jhasmani Campos      | 3 tháng 1, 1980 (27 tuổi)   |         | Oriente Petrolero |
| 22 | TV | Darwin Peña          | 8 tháng 8, 1977 (29 tuổi)   |         | Real Potosí       |

### Peru
Huấn luyện viên: Julio César Uribe
| Số | VT | Cầu thủ                | Ngày sinh (tuổi)            | Trận | Bàn | Câu lạc bộ             |
| -- | -- | ---------------------- | --------------------------- | ---- | --- | ---------------------- |
| 1  | TM | Leao Butrón            | 6 tháng 3, 1977 (30 tuổi)   |      |     | San Martín             |
| 2  | HV | Miguel Villalta        | 16 tháng 6, 1981 (26 tuổi)  |      |     | Sporting Cristal       |
| 3  | HV | Santiago Acasiete      | 22 tháng 11, 1977 (29 tuổi) |      |     | Almería                |
| 4  | HV | Walter Vílchez         | 20 tháng 2, 1983 (24 tuổi)  |      |     | Puebla                 |
| 5  | HV | Alberto Rodriguez      | 31 tháng 3, 1984 (23 tuổi)  |      |     | Braga                  |
| 6  | HV | Jhoel Herrera          | 9 tháng 7, 1980 (26 tuổi)   |      |     | GKS Bełchatów          |
| 7  | TV | Jair Céspedes          | 22 tháng 5, 1984 (23 tuổi)  |      |     | Sport Boys             |
| 8  | TV | Juan Carlos Bazalar    | 23 tháng 2, 1968 (39 tuổi)  |      |     | Cienciano              |
| 9  | TĐ | Paolo Guerrero         | 1 tháng 1, 1984 (23 tuổi)   |      |     | Hamburger SV           |
| 10 | TV | Juan Carlos Mariño     | 2 tháng 1, 1982 (25 tuổi)   |      |     | Cienciano              |
| 11 | TĐ | Ysrael Zúñiga          | 27 tháng 8, 1976 (30 tuổi)  |      |     | Melgar                 |
| 12 | TM | George Forsyth         | 20 tháng 6, 1982 (25 tuổi)  |      |     | Alianza Lima           |
| 13 | HV | Paolo de la Haza       | 30 tháng 11, 1983 (23 tuổi) |      |     | Cienciano              |
| 14 | TĐ | Claudio Pizarro (c)    | 3 tháng 10, 1978 (28 tuổi)  |      |     | Chelsea                |
| 15 | TV | Edgar Villamarín       | 1 tháng 4, 1983 (24 tuổi)   |      |     | Cienciano              |
| 16 | TĐ | Andrés Augusto Mendoza | 26 tháng 4, 1978 (29 tuổi)  |      |     | Metalurh Donetsk       |
| 17 | TĐ | Jefferson Farfán       | 20 tháng 10, 1984 (22 tuổi) |      |     | PSV                    |
| 18 | TV | Pedro García           | 14 tháng 3, 1974 (33 tuổi)  |      |     | San Martín             |
| 19 | TV | Damián Ismodes         | 10 tháng 3, 1989 (18 tuổi)  |      |     | Sporting Cristal       |
| 20 | TĐ | Roberto Jiménez        | 26 tháng 4, 1983 (24 tuổi)  |      |     | San Lorenzo de Almagro |
| 21 | TM | Juan Flores            | 25 tháng 2, 1976 (31 tuổi)  |      |     | Cienciano              |
| 22 | HV | John Galliquio         | 1 tháng 12, 1979 (27 tuổi)  |      |     | Dinamo București       |

### Uruguay
Huấn luyện viên: Oscar Tabárez
| Số | Vt | Cầu thủ                    | Ngày sinh (tuổi)            | Số trận | Câu lạc bộ          |
| -- | -- | -------------------------- | --------------------------- | ------- | ------------------- |
| 1  | TM | Fabián Carini              | 26 tháng 12, 1979 (27 tuổi) | 58      | Inter Milan         |
| 2  | HV | Diego Lugano (c)           | 2 tháng 11, 1980 (26 tuổi)  | 13      | Fenerbahçe          |
| 3  | HV | Diego Godín                | 2 tháng 4, 1986 (21 tuổi)   | 11      | Nacional            |
| 4  | HV | Jorge Fucile               | 19 tháng 12, 1984 (22 tuổi) |         | Porto               |
| 5  | TV | Pablo García               | 11 tháng 5, 1977 (30 tuổi)  | 57      | Real Madrid         |
| 6  | HV | Darío Rodríguez            | 17 tháng 9, 1974 (32 tuổi)  | 45      | Schalke 04          |
| 7  | TV | Cristian Rodríguez         | 30 tháng 9, 1985 (21 tuổi)  |         | Paris Saint-Germain |
| 8  | TV | Walter Gargano             | 27 tháng 7, 1984 (22 tuổi)  |         | Danubio             |
| 9  | TV | Gonzalo Vargas             | 22 tháng 9, 1981 (25 tuổi)  |         | Monaco              |
| 10 | TV | Álvaro Recoba              | 17 tháng 3, 1976 (31 tuổi)  |         | Inter Milan         |
| 11 | TĐ | Fabián Estoyanoff          | 27 tháng 9, 1982 (24 tuổi)  | 29      | Valencia            |
| 12 | TM | Juan Castillo              | 17 tháng 4, 1978 (29 tuổi)  |         | Peñarol             |
| 13 | TĐ | Wáshington Sebastián Abreu | 17 tháng 10, 1976 (30 tuổi) | 28      | Monterrey           |
| 14 | TV | Carlos Diogo               | 18 tháng 7, 1983 (23 tuổi)  |         | Real Zaragoza       |
| 15 | TV | Diego Pérez                | 18 tháng 5, 1980 (27 tuổi)  |         | Monaco              |
| 16 | HV | Maxi Pereira               | 8 tháng 6, 1984 (23 tuổi)   |         | Defensor Sporting   |
| 17 | HV | Carlos Adrián Valdez       | 2 tháng 5, 1983 (24 tuổi)   |         | Nacional            |
| 18 | TV | Fabián Canobbio            | 8 tháng 3, 1980 (27 tuổi)   | 7       | Celta Vigo          |
| 19 | HV | Andrés Scotti              | 14 tháng 12, 1975 (31 tuổi) |         | Rubin Kazan         |
| 20 | TV | Ignacio González           | 14 tháng 5, 1982 (25 tuổi)  |         | Danubio             |
| 21 | TĐ | Diego Forlán               | 19 tháng 5, 1979 (28 tuổi)  | 36      | Atlético Madrid     |
| 22 | TĐ | Vicente Sánchez            | 7 tháng 12, 1979 (27 tuổi)  | 18      | Toluca              |

### Venezuela
Huấn luyện viên: Richard Páez

| Số | VT | Cầu thủ             | Ngày sinh (tuổi)            | Trận | Bàn | Câu lạc bộ        |
| -- | -- | ------------------- | --------------------------- | ---- | --- | ----------------- |
| 1  | TM | Renny Vega          | 4 tháng 7, 1979 (27 tuổi)   | 20   | 0   | Carabobo          |
| 2  | HV | Luis Vallenilla     | 13 tháng 3, 1974 (33 tuổi)  | 70   | 1   | Maracaibo         |
| 3  | HV | José Manuel Rey     | 20 tháng 5, 1975 (32 tuổi)  | 81   | 6   | AEK Larnaca       |
| 4  | HV | Oswaldo Vizcarrondo | 31 tháng 5, 1984 (23 tuổi)  | 11   | 0   | Caracas           |
| 5  | TV | Miguel Mea Vitali   | 19 tháng 2, 1981 (26 tuổi)  | 58   | 1   | Maracaibo         |
| 6  | HV | Alejandro Cichero   | 24 tháng 4, 1977 (30 tuổi)  | 40   | 1   | Litex Lovech      |
| 7  | TĐ | José Torrealba      | 13 tháng 6, 1980 (27 tuổi)  | 12   | 3   | Mamelodi Sundowns |
| 8  | TV | Luis Vera (c)       | 9 tháng 3, 1973 (34 tuổi)   | 45   | 2   | Caracas           |
| 9  | TĐ | Giancarlo Maldonado | 29 tháng 6, 1982 (24 tuổi)  | 20   | 6   | O'Higgins         |
| 10 | TV | César González      | 1 tháng 10, 1982 (24 tuổi)  | 10   | 1   | Caracas           |
| 11 | TV | Ricardo Páez        | 9 tháng 2, 1979 (28 tuổi)   | 54   | 6   | Mineros           |
| 12 | TM | Javier Toyo         | 12 tháng 10, 1977 (29 tuổi) | 7    | 0   | Caracas           |
| 13 | HV | Leonel Vielma       | 30 tháng 8, 1978 (28 tuổi)  | 42   | 2   | Caracas           |
| 14 | TV | Alejandro Guerra    | 9 tháng 7, 1985 (21 tuổi)   | 12   | 1   | Caracas           |
| 15 | TĐ | Fernando de Ornelas | 29 tháng 7, 1976 (30 tuổi)  | 22   | 5   | Odd Grenland      |
| 16 | TV | Edder Pérez         | 3 tháng 7, 1983 (23 tuổi)   |      |     | Marítimo          |
| 17 | HV | Jorge Alberto Rojas | 1 tháng 10, 1977 (29 tuổi)  | 57   | 1   | América de Cali   |
| 18 | TV | Juan Arango         | 16 tháng 5, 1980 (27 tuổi)  | 58   | 23  | Mallorca          |
| 19 | TĐ | Daniel Arismendi    | 4 tháng 7, 1982 (24 tuổi)   |      | 5   | Maracaibo         |
| 20 | HV | Héctor González     | 4 tháng 11, 1977 (29 tuổi)  | 45   | 4   | AEK Larnaca       |
| 21 | HV | Andrés Rouga        | 2 tháng 3, 1982 (25 tuổi)   | 16   | 0   | Caracas           |
| 22 | TV | Pedro Fernández     | 27 tháng 7, 1977 (29 tuổi)  |      |     | Maracaibo         |

## Bảng B

### Brasil
Huấn luyện viên: Dunga  Lưu trữ ngày 20 tháng 6 năm 2007 tại Wayback Machine

| Số | VT | Cầu thủ            | Ngày sinh (tuổi)            | Trận | Bàn | Câu lạc bộ        |
| -- | -- | ------------------ | --------------------------- | ---- | --- | ----------------- |
| 1  | TM | Helton             | 18 tháng 5, 1978 (29 tuổi)  | 4    | 0   | Porto             |
| 2  | HV | Maicon             | 26 tháng 7, 1981 (25 tuổi)  | 17   | 0   | Inter Milan       |
| 3  | HV | Alex               | 17 tháng 6, 1982 (25 tuổi)  | 5    | 0   | Chelsea           |
| 4  | HV | Juan               | 1 tháng 2, 1979 (28 tuổi)   | 53   | 3   | Bayer Leverkusen  |
| 5  | TV | Mineiro            | 2 tháng 8, 1975 (31 tuổi)   | 8    | 0   | Hertha BSC        |
| 6  | HV | Gilberto           | 25 tháng 4, 1976 (31 tuổi)  | 17   | 1   | Hertha BSC        |
| 7  | TV | Elano              | 14 tháng 6, 1981 (26 tuổi)  | 12   | 2   | Shakhtar Donetsk  |
| 8  | TV | Gilberto Silva (c) | 7 tháng 10, 1976 (30 tuổi)  | 54   | 3   | Arsenal           |
| 9  | TĐ | Vágner Love        | 11 tháng 6, 1984 (23 tuổi)  | 8    | 2   | CSKA Moscow       |
| 10 | TV | Diego              | 28 tháng 2, 1985 (22 tuổi)  | 13   | 1   | Werder Bremen     |
| 11 | TĐ | Robinho            | 25 tháng 1, 1984 (23 tuổi)  | 34   | 7   | Real Madrid       |
| 12 | TM | Doni               | 22 tháng 10, 1979 (27 tuổi) | 1    | 0   | Roma              |
| 13 | HV | Dani Alves         | 6 tháng 5, 1983 (24 tuổi)   | 6    | 0   | Sevilla           |
| 14 | HV | Alex Silva         | 10 tháng 3, 1985 (22 tuổi)  | 0    | 0   | São Paulo         |
| 15 | HV | Naldo              | 10 tháng 9, 1982 (24 tuổi)  | 2    | 0   | Werder Bremen     |
| 16 | HV | Kléber             | 1 tháng 4, 1980 (27 tuổi)   | 8    | 0   | Santos            |
| 17 | TV | Josué              | 19 tháng 7, 1979 (27 tuổi)  | 2    | 0   | São Paulo         |
| 18 | TV | Fernando Menegazzo | 3 tháng 5, 1981 (26 tuổi)   | 1    | 0   | Bordeaux          |
| 19 | TV | Júlio Baptista     | 1 tháng 10, 1981 (25 tuổi)  | 20   | 3   | Real Madrid       |
| 20 | TV | Anderson           | 13 tháng 4, 1988 (19 tuổi)  | 0    | 0   | Manchester United |
| 21 | TĐ | Afonso Alves       | 20 tháng 1, 1981 (26 tuổi)  | 2    | 0   | Heerenveen        |
| 22 | TĐ | Fred               | 3 tháng 10, 1983 (23 tuổi)  | 10   | 4   | Lyon              |

### Chile
Huấn luyện viên:  Nelson Acosta
| Số | Vt | Cầu thủ            | Ngày sinh (tuổi)            | Số trận | Câu lạc bộ              |
| -- | -- | ------------------ | --------------------------- | ------- | ----------------------- |
| 1  | TM | Claudio Bravo      | 13 tháng 4, 1983 (24 tuổi)  | 12      | Real Sociedad           |
| 2  | TV | Álvaro Ormeño      | 4 tháng 4, 1979 (28 tuổi)   | 2       | Gimnasia y Esgrima (LP) |
| 3  | HV | Sebastián Roco     | 26 tháng 6, 1983 (24 tuổi)  | 6       | Santiago Wanderers      |
| 4  | HV | Ismael Fuentes     | 4 tháng 8, 1981 (25 tuổi)   | 8       | Chiapas                 |
| 5  | HV | Miguel Riffo       | 21 tháng 6, 1981 (26 tuổi)  | 1       | Colo-Colo               |
| 6  | TV | José Luis Cabión   | 14 tháng 11, 1983 (23 tuổi) | 5       | Deportes Melipilla      |
| 7  | TV | Rodrigo Tello      | 14 tháng 10, 1979 (27 tuổi) | 26      | Beşiktaş                |
| 8  | TĐ | Humberto Suazo     | 10 tháng 5, 1981 (26 tuổi)  | 12      | Monterrey               |
| 9  | TĐ | Reinaldo Navia     | 10 tháng 5, 1978 (29 tuổi)  | 39      | Atlas                   |
| 10 | TĐ | Jorge Valdivia (c) | 19 tháng 10, 1983 (23 tuổi) | 21      | Palmeiras               |
| 11 | TĐ | Mark González      | 10 tháng 5, 1984 (23 tuổi)  | 16      | Real Betis              |
| 12 | TM | Nicolás Peric      | 19 tháng 10, 1978 (28 tuổi) | 4       | Audax Italiano          |
| 13 | HV | Jorge Vargas       | 8 tháng 2, 1976 (31 tuổi)   | 36      | Red Bull Salzburg       |
| 14 | TV | Matías Fernández   | 15 tháng 5, 1986 (21 tuổi)  | 9       | Villarreal              |
| 15 | HV | Pablo Contreras    | 9 tháng 11, 1978 (28 tuổi)  | 37      | Celta Vigo              |
| 16 | TV | Manuel Iturra      | 23 tháng 6, 1984 (23 tuổi)  | 15      | Universidad de Chile    |
| 17 | TV | Arturo Sanhueza    | 11 tháng 3, 1979 (28 tuổi)  | 12      | Colo-Colo               |
| 18 | TV | Rodrigo Meléndez   | 3 tháng 10, 1977 (29 tuổi)  | 24      | Colo-Colo               |
| 19 | HV | Gonzalo Jara       | 29 tháng 5, 1985 (22 tuổi)  | 7       | Colo-Colo               |
| 20 | TV | Gonzalo Fierro     | 21 tháng 3, 1983 (24 tuổi)  | 3       | Colo-Colo               |
| 21 | TV | Carlos Villanueva  | 5 tháng 2, 1986 (21 tuổi)   | 4       | Audax Italiano          |
| 22 | TĐ | Juan Gonzalo Lorca | 15 tháng 1, 1985 (22 tuổi)  | 5       | Colo-Colo               |

### Ecuador
Huấn luyện viên:  Luis Fernando Suárez
| Số | VT | Cầu thủ           | Ngày sinh (tuổi)            | Trận | Bàn | Câu lạc bộ        |
| -- | -- | ----------------- | --------------------------- | ---- | --- | ----------------- |
| 1  | TM | Marcelo Elizaga   | 19 tháng 4, 1972 (35 tuổi)  | 1    | 0   | Emelec            |
| 2  | HV | Jorge Guagua      | 28 tháng 9, 1981 (25 tuổi)  | 16   | 1   | Colón de Santa Fe |
| 3  | HV | Iván Hurtado (c)  | 16 tháng 8, 1974 (32 tuổi)  | 137  | 5   | Atlético Nacional |
| 4  | HV | Ulises de la Cruz | 8 tháng 2, 1974 (33 tuổi)   | 90   | 5   | Reading           |
| 5  | TV | Patricio Urrutia  | 15 tháng 10, 1977 (29 tuổi) |      |     | LDU Quito         |
| 6  | TV | Pedro Quiñónez*   | 4 tháng 3, 1986 (21 tuổi)   |      |     | El Nacional       |
| 7  | TV | David Quiróz      | 8 tháng 9, 1982 (24 tuổi)   |      |     | El Nacional       |
| 8  | TV | Edison Méndez     | 16 tháng 3, 1979 (28 tuổi)  | 68   | 10  | PSV               |
| 9  | TĐ | Félix Borja       | 2 tháng 4, 1983 (24 tuổi)   | 8    | 3   | Olympiacos        |
| 10 | TĐ | Felipe Caicedo    | 5 tháng 9, 1988 (18 tuổi)   | 2    | 1   | Basel             |
| 11 | TĐ | Christian Benítez | 1 tháng 5, 1986 (21 tuổi)   | 8    | 3   | Santos Laguna     |
| 12 | TM | Cristian Mora     | 26 tháng 8, 1979 (27 tuổi)  | 12   | 0   | LDU Quito         |
| 13 | HV | Renán Calle       | 8 tháng 9, 1976 (30 tuổi)   |      |     | LDU Quito         |
| 14 | TV | Segundo Castillo  | 15 tháng 5, 1982 (25 tuổi)  |      |     | Red Star Belgrade |
| 15 | HV | Óscar Bagüí       | 10 tháng 2, 1983 (24 tuổi)  |      |     | Olmedo            |
| 16 | TV | Antonio Valencia  | 4 tháng 8, 1985 (21 tuổi)   | 19   | 4   | Villarreal        |
| 17 | HV | Giovanny Espinoza | 12 tháng 4, 1977 (30 tuổi)  | 97   | 7   | Vitesse           |
| 18 | HV | Neicer Reasco     | 23 tháng 7, 1977 (29 tuổi)  | 34   | 0   | São Paulo         |
| 19 | HV | Walter Ayoví      | 11 tháng 8, 1979 (27 tuổi)  |      |     | El Nacional       |
| 20 | TV | Edwin Tenorio     | 16 tháng 6, 1976 (31 tuổi)  |      |     | LDU Quito         |
| 21 | TĐ | Carlos Tenorio    | 14 tháng 5, 1979 (28 tuổi)  | 31   | 10  | Al-Sadd           |
| 22 | TĐ | Pablo Palacios    | 5 tháng 2, 1982 (25 tuổi)   |      |     | Deportivo Quito   |

- * Thay cho Luis Caicedo ngày 15 tháng 6 năm 2007 vì chấn thương.

### México
Huấn luyện viên: Hugo Sánchez
México's Cúp bóng đá Nam Mỹ Squad Lưu trữ ngày 26 tháng 6 năm 2007 tại Wayback Machine
| Số | VT | Cầu thủ                    | Ngày sinh (tuổi)            | Trận | Bàn | Câu lạc bộ    |
| -- | -- | -------------------------- | --------------------------- | ---- | --- | ------------- |
| 1  | TM | Oswaldo Sánchez            | 21 tháng 9, 1973 (33 tuổi)  | 81   | 0   | Santos Laguna |
| 2  | HV | Jonny Magallón             | 21 tháng 11, 1981 (25 tuổi) | 10   | 0   | Guadalajara   |
| 3  | HV | Fausto Pinto               | 8 tháng 8, 1983 (23 tuổi)   | 0    | 0   | Pachuca       |
| 4  | HV | Rafael Márquez             | 13 tháng 2, 1979 (28 tuổi)  | 76   | 9   | Barcelona     |
| 5  | TV | Israel Castro              | 20 tháng 12, 1980 (26 tuổi) | ?    | 0   | UNAM          |
| 6  | TV | Gerardo Torrado            | 30 tháng 4, 1979 (28 tuổi)  | 71   | 3   | Cruz Azul     |
| 7  | TĐ | Alberto Medina             | 29 tháng 5, 1983 (24 tuổi)  | 34   | 2   | Guadalajara   |
| 8  | TV | Jaime Correa               | 6 tháng 8, 1979 (27 tuổi)   | 0    | 0   | Pachuca       |
| 9  | TĐ | Luis Ángel Landín*         | 23 tháng 7, 1985 (21 tuổi)  | 1    | 0   | Morelia       |
| 10 | TĐ | Cuauhtémoc Blanco (c)      | 17 tháng 1, 1973 (34 tuổi)  | 92   | 32  | Chicago Fire  |
| 11 | TV | Ramón Morales              | 10 tháng 10, 1975 (31 tuổi) | 51   | 5   | Guadalajara   |
| 12 | TĐ | Juan Carlos Cacho          | 3 tháng 5, 1982 (25 tuổi)   | 0    | 0   | Pachuca       |
| 13 | TM | Guillermo Ochoa            | 13 tháng 7, 1985 (21 tuổi)  | 6    | 0   | América       |
| 14 | HV | Javier Hernández           | 8 tháng 8, 1988 (18 tuổi)   | 82   | 44  | Guadalajara   |
| 15 | HV | José Antonio Castro        | 11 tháng 8, 1980 (26 tuổi)  | 25   | 1   | Guadalajara   |
| 16 | TV | Jaime Lozano               | 29 tháng 9, 1979 (27 tuổi)  | 29   | 12  | Tigres UANL   |
| 17 | TĐ | Adolfo Bautista            | 15 tháng 5, 1979 (28 tuổi)  | 26   | 8   | Chiapas       |
| 18 | TV | Andrés Guardado            | 28 tháng 9, 1986 (20 tuổi)  | 19   | 1   | Atlas         |
| 19 | TĐ | Omar Bravo                 | 4 tháng 3, 1980 (27 tuổi)   | 41   | 10  | Guadalajara   |
| 20 | TV | Fernando Arce              | 24 tháng 4, 1980 (27 tuổi)  | 19   | 1   | Morelia       |
| 21 | TĐ | Nery Castillo              | 13 tháng 6, 1984 (23 tuổi)  | 4    | 2   | Olympiacos    |
| 22 | HV | Francisco Javier Rodríguez | 20 tháng 10, 1981 (25 tuổi) | 38   | 1   | Guadalajara   |

- * Thay cho Jared Borgetti ngày 26 tháng 6 năm 2007 vì chấn thương.

## Bảng C

### Argentina
Huấn luyện viên: Alfio Basile

| Số | VT | Cầu thủ               | Ngày sinh (tuổi)           | Trận | Bàn | Câu lạc bộ             |
| -- | -- | --------------------- | -------------------------- | ---- | --- | ---------------------- |
| 1  | TM | Roberto Abbondanzieri | 19 tháng 8, 1972 (34 tuổi) | 30   | 0   | Getafe                 |
| 2  | HV | Roberto Ayala (c)     | 14 tháng 4, 1973 (34 tuổi) | 109  | 7   | Valencia               |
| 3  | HV | Cata Díaz             | 13 tháng 3, 1979 (28 tuổi) | 3    | 0   | Boca Juniors           |
| 4  | HV | Hugo Ibarra           | 1 tháng 4, 1974 (33 tuổi)  | 7    | 0   | Boca Juniors           |
| 5  | TV | Fernando Gago         | 10 tháng 4, 1986 (21 tuổi) | 1    | 0   | Real Madrid            |
| 6  | HV | Gabriel Heinze        | 19 tháng 4, 1978 (29 tuổi) | 34   | 1   | Manchester United      |
| 7  | TĐ | Rodrigo Palacio       | 5 tháng 2, 1982 (25 tuổi)  | 4    | 0   | Boca Juniors           |
| 8  | TV | Javier Zanetti        | 10 tháng 8, 1973 (33 tuổi) | 103  | 5   | Inter Milan            |
| 9  | TĐ | Hernán Crespo         | 5 tháng 7, 1975 (31 tuổi)  | 62   | 32  | Inter Milan            |
| 10 | TV | Juan Román Riquelme   | 24 tháng 6, 1978 (29 tuổi) | 38   | 8   | Boca Juniors           |
| 11 | TĐ | Carlos Tevez          | 5 tháng 2, 1984 (23 tuổi)  | 27   | 4   | West Ham United        |
| 12 | TM | Juan Pablo Carrizo    | 6 tháng 5, 1984 (23 tuổi)  | 5    | 0   | River Plate            |
| 13 | TV | Lucho González        | 19 tháng 1, 1981 (26 tuổi) | 33   | 5   | Porto                  |
| 14 | HV | Javier Mascherano     | 8 tháng 6, 1984 (23 tuổi)  | 22   | 0   | Liverpool              |
| 15 | HV | Gabriel Milito        | 7 tháng 9, 1980 (26 tuổi)  | 19   | 0   | Barcelona              |
| 16 | TĐ | Pablo Aimar           | 3 tháng 11, 1979 (27 tuổi) | 44   | 7   | Real Zaragoza          |
| 17 | HV | Nicolás Burdisso      | 12 tháng 4, 1981 (26 tuổi) | 13   | 0   | Inter Milan            |
| 18 | TĐ | Lionel Messi          | 24 tháng 6, 1987 (20 tuổi) | 14   | 4   | Barcelona              |
| 19 | TV | Esteban Cambiasso     | 18 tháng 8, 1980 (26 tuổi) | 28   | 2   | Inter Milan            |
| 20 | TV | Juan Sebastián Verón  | 9 tháng 3, 1975 (32 tuổi)  | 58   | 9   | Estudiantes La Plata   |
| 21 | TĐ | Diego Milito          | 12 tháng 6, 1979 (28 tuổi) | 10   | 3   | Real Zaragoza          |
| 22 | TM | Agustín Orión*        | 26 tháng 6, 1981 (26 tuổi) | 1    | 0   | San Lorenzo de Almagro |

- * Thay cho Óscar Ustari ngày 18 tháng 6 năm 2007 vì chấn thương.

### Colombia
Huấn luyện viên: Jorge Luis Pinto
Đội hình sơ loại  Lưu trữ ngày 30 tháng 4 năm 2009 tại Wayback Machine

| Số | VT | Cầu thủ                  | Ngày sinh (tuổi)            | Trận | Bàn | Câu lạc bộ             |
| -- | -- | ------------------------ | --------------------------- | ---- | --- | ---------------------- |
| 1  | TM | Miguel Calero (c)        | 14 tháng 4, 1971 (36 tuổi)  |      |     | Pachuca                |
| 2  | HV | Iván Córdoba             | 11 tháng 8, 1976 (30 tuổi)  |      |     | Inter Milan            |
| 3  | HV | Mario Yepes              | 13 tháng 1, 1976 (31 tuổi)  |      |     | Paris Saint-Germain    |
| 4  | HV | Gerardo Vallejo          | 3 tháng 12, 1976 (30 tuổi)  |      |     | Deportes Tolima        |
| 5  | HV | Javier Arizala           | 21 tháng 4, 1984 (23 tuổi)  |      |     | Deportes Tolima        |
| 6  | TV | Fabián Vargas            | 17 tháng 4, 1980 (27 tuổi)  |      |     | Internacional          |
| 7  | TĐ | Edixon Perea             | 20 tháng 4, 1984 (23 tuổi)  |      |     | Bordeaux               |
| 8  | TV | David Ferreira           | 9 tháng 8, 1979 (27 tuổi)   |      |     | Atlético Paranaense    |
| 9  | TV | Álvaro Domínguez         | 10 tháng 8, 1981 (25 tuổi)  |      |     | Deportivo Cali         |
| 10 | TĐ | Andrés Chitiva           | 13 tháng 8, 1979 (27 tuổi)  |      |     | Pachuca                |
| 11 | TĐ | Hugo Rodallega           | 25 tháng 7, 1985 (21 tuổi)  |      |     | Necaxa                 |
| 12 | TM | Róbinson Zapata          | 30 tháng 9, 1978 (28 tuổi)  |      |     | Cúcuta Deportivo       |
| 13 | TV | Vladimir Marín           | 26 tháng 9, 1979 (27 tuổi)  |      |     | Libertad               |
| 14 | HV | Luis Perea               | 30 tháng 1, 1979 (28 tuổi)  |      |     | Atlético Madrid        |
| 15 | TV | Jhon Viáfara             | 27 tháng 10, 1978 (28 tuổi) |      |     | Southampton            |
| 16 | HV | Jair Benítez             | 12 tháng 1, 1979 (28 tuổi)  |      |     | Deportivo Cali         |
| 17 | TV | Jaime Alberto Castrillón | 5 tháng 4, 1983 (24 tuổi)   |      |     | Independiente Medellín |
| 18 | TĐ | Luis Gabriel Rey         | 20 tháng 2, 1980 (27 tuổi)  |      |     | Pachuca                |
| 19 | TĐ | César Valoyes            | 5 tháng 1, 1984 (23 tuổi)   |      |     | Independiente Medellín |
| 20 | TV | Macnelly Torres          | 1 tháng 11, 1984 (22 tuổi)  |      |     | Cúcuta Deportivo       |
| 21 | TV | Jorge Banguero           | 4 tháng 10, 1974            |      |     | América de Cali        |
| 22 | HV | Camilo Zúñiga            | 14 tháng 12, 1985 (21 tuổi) |      |     | Atlético Nacional      |

### Paraguay
Huấn luyện viên:  Gerardo Martino
| Số | VT | Cầu thủ                 | Ngày sinh (tuổi)            | Trận | Bàn | Câu lạc bộ             |
| -- | -- | ----------------------- | --------------------------- | ---- | --- | ---------------------- |
| 1  | TM | Justo Villar (c)        | 30 tháng 6, 1977 (29 tuổi)  | 44   | 0   | Newell's Old Boys      |
| 2  | HV | Darío Verón             | 26 tháng 7, 1979 (27 tuổi)  | 6    | 0   | Universidad Nacional   |
| 3  | HV | Claudio Morel Rodríguez | 2 tháng 2, 1978 (29 tuổi)   | 8    | 0   | Boca Juniors           |
| 4  | HV | Júlio César Manzur      | 22 tháng 6, 1981 (26 tuổi)  | 20   | 0   | Pachuca                |
| 5  | HV | Julio César Cáceres     | 5 tháng 10, 1979 (27 tuổi)  | 38   | 2   | Tigres UANL            |
| 6  | TV | Carlos Bonet            | 2 tháng 10, 1977 (29 tuổi)  | 39   | 1   | Libertad               |
| 7  | TĐ | Salvador Cabañas        | 5 tháng 8, 1980 (26 tuổi)   | 22   | 1   | América                |
| 8  | TV | Edgar Barreto           | 15 tháng 7, 1984 (22 tuổi)  | 22   | 0   | NEC                    |
| 9  | TĐ | Roque Santa Cruz        | 16 tháng 8, 1981 (25 tuổi)  | 50   | 14  | Bayern Munich          |
| 10 | TV | Julio dos Santos        | 5 tháng 5, 1983 (24 tuổi)   | 23   | 5   | Bayern Munich          |
| 11 | TV | Aureliano Torres        | 16 tháng 6, 1982 (25 tuổi)  | 14   | 1   | San Lorenzo de Almagro |
| 12 | TM | Joel Zayas              | 17 tháng 9, 1977 (29 tuổi)  | 0    | 0   | Bolívar                |
| 13 | TV | Domingo Salcedo         | 9 tháng 11, 1983 (23 tuổi)  | 6    | 0   | Cerro Porteño          |
| 14 | HV | Paulo da Silva          | 1 tháng 2, 1980 (27 tuổi)   | 41   | 0   | Toluca                 |
| 15 | TV | Edgar Daniel González   | 4 tháng 10, 1979 (27 tuổi)  | 11   | 0   | Cerro Porteño          |
| 16 | TV | Cristian Riveros        | 16 tháng 10, 1982 (24 tuổi) | 19   | 1   | Libertad               |
| 17 | TĐ | Dante López             | 16 tháng 8, 1983 (23 tuổi)  | 11   | 3   | Crotone                |
| 18 | TĐ | Óscar Cardozo           | 20 tháng 5, 1983 (24 tuổi)  | 5    | 1   | Benfica                |
| 19 | TV | Jonathan Santana        | 19 tháng 10, 1981 (25 tuổi) | 1    | 0   | VfL Wolfsburg          |
| 20 | HV | Enrique Vera            | 10 tháng 3, 1979 (28 tuổi)  | 4    | 0   | LDU Quito              |
| 21 | TĐ | Nelson Cuevas           | 10 tháng 1, 1980 (27 tuổi)  | 41   | 6   | América                |
| 22 | TM | Aldo Bobadilla          | 20 tháng 4, 1976 (31 tuổi)  | 11   | 0   | Boca Juniors           |

### Hoa Kỳ
Huấn luyện viên: Bob Bradley

| Số | VT | Cầu thủ            | Ngày sinh (tuổi)            | Trận | Bàn | Câu lạc bộ          |
| -- | -- | ------------------ | --------------------------- | ---- | --- | ------------------- |
| 2  | HV | Marvell Wynne      | 8 tháng 5, 1986 (21 tuổi)   | 0    | 0   | Toronto FC          |
| 3  | HV | Jay DeMerit        | 4 tháng 12, 1979 (27 tuổi)  | 3    | 0   | Watford             |
| 4  | HV | Bobby Boswell      | 15 tháng 3, 1983 (24 tuổi)  | 2    | 0   | D.C. United         |
| 5  | TV | Benny Feilhaber    | 19 tháng 1, 1985 (22 tuổi)  | 8    | 2   | Hamburger SV        |
| 6  | HV | Heath Pearce       | 13 tháng 8, 1984 (22 tuổi)  | 6    | 0   | Nordsjælland        |
| 7  | HV | Danny Califf       | 17 tháng 3, 1980 (27 tuổi)  | 14   | 1   | Aalborg BK          |
| 8  | TĐ | Herculez Gomez     | 6 tháng 4, 1982 (25 tuổi)   | 0    | 0   | Colorado Rapids     |
| 9  | TĐ | Eddie Johnson      | 31 tháng 3, 1984 (23 tuổi)  | 26   | 10  | Kansas City Wizards |
| 10 | TĐ | Charlie Davies     | 25 tháng 6, 1986 (21 tuổi)  | 1    | 0   | Hammarby            |
| 11 | TV | Eddie Gaven        | 25 tháng 10, 1986 (20 tuổi) | 3    | 0   | Columbus Crew       |
| 12 | HV | Jimmy Conrad       | 12 tháng 2, 1977 (30 tuổi)  | 20   | 1   | Kansas City Wizards |
| 13 | HV | Jonathan Bornstein | 7 tháng 11, 1984 (22 tuổi)  | 7    | 1   | Chivas USA          |
| 14 | TV | Ben Olsen          | 3 tháng 5, 1977 (30 tuổi)   | 34   | 6   | D.C. United         |
| 15 | HV | Drew Moor          | 15 tháng 1, 1984 (23 tuổi)  | 0    | 0   | FC Dallas           |
| 16 | TV | Sacha Kljestan     | 9 tháng 9, 1985 (21 tuổi)   | 1    | 0   | Chivas USA          |
| 17 | TV | Kyle Beckerman     | 23 tháng 4, 1982 (25 tuổi)  | 1    | 0   | Colorado Rapids     |
| 18 | TM | Kasey Keller (c)   | 29 tháng 11, 1969 (37 tuổi) | 100  | 0   | Unattached          |
| 19 | TV | Ricardo Clark      | 10 tháng 5, 1983 (24 tuổi)  | 6    | 0   | Houston Dynamo      |
| 20 | TĐ | Taylor Twellman    | 29 tháng 2, 1980 (27 tuổi)  | 24   | 6   | New Anh Revolution  |
| 21 | TV | Justin Mapp        | 18 tháng 10, 1984 (22 tuổi) | 5    | 0   | Chicago Fire        |
| 23 | TM | Brad Guzan         | 9 tháng 9, 1984 (22 tuổi)   | 1    | 0   | Chivas USA          |
| 25 | TĐ | Lee Nguyen         | 7 tháng 10, 1986 (20 tuổi)  | 1    | 0   | PSV                 |

- Information and source gathered from ussoccer.com